# Фуронгский отдел
| система                                                                          | отдел        | ярус         | Ниж. граница, млн лет |
| -------------------------------------------------------------------------------- | ------------ | ------------ | --------------------- |
| Ордовик                                                                          | Нижний       | Тремадокский | 486,85 ±1,5           |
| Кембрий                                                                          | Фуронгский   | Ярус 10      | ~491,0                |
| Кембрий                                                                          | Фуронгский   | Цзяншаньский | ~494,2                |
| Кембрий                                                                          | Фуронгский   | Паибский     | ~497,0                |
| Кембрий                                                                          | Мяолинский   | Гужангский   | ~500,5                |
| Кембрий                                                                          | Мяолинский   | Друмский     | ~504,5                |
| Кембрий                                                                          | Мяолинский   | Вулиунский   | ~506,5                |
| Кембрий                                                                          | Отдел 2      | Ярус 4       | ~514,5                |
| Кембрий                                                                          | Отдел 2      | Ярус 3       | ~521,0                |
| Кембрий                                                                          | Терренувский | Ярус 2       | ~529,0                |
| Кембрий                                                                          | Терренувский | Фортунский   | 538,8 ±0,6            |
| Эдиакарий                                                                        | Эдиакарий    | Эдиакарий    | больше                |
| Деление и золотые гвозди в соответствии с IUGS по состоянию на декабрь 2024 года |              |              |                       |

Фуронгский отдел (англ. Furongian Series) — последний (верхний) отдел кембрийской системы в Международной стратиграфической шкале. Охватывает породы, сформировавшиеся в фуронгскую эпоху кембрийского периода, 497—485,4±1,9 миллионов лет назад (всего около 12 миллионов лет). Располагается над гужангским ярусом мяолинского отдела и под тремадокским ярусом нижнего ордовика. Содержит паибский, цзяншаньский и ещё неназванный ярус 10.

## История и наименование
Нижнюю границу паибского яруса и всего фуронгского отдела взамен ранее использовавшегося верхнего кембрия предложил коллектив китайских и американских авторов в 2002 году. Международная комиссия по стратиграфии ратифицировала оба названия в 2003 году. Название отдела образовано от Furong — «лотус», и отсылает на Хунань, также известную как «штат лотусов». Южнокитайским аналогом фуронгского отдела является хунаньский отдел.

## Определение
Нижняя граница отдела соответствует глобальному стратотипу (GSSP) паибского яруса и определяется первым появлением трилобита Glyptagnostus reticulatus. Верхняя граница (основание тремадокского яруса ордовика) определяется первым появлением конодонта Iapetognathus fluctivagus.

## Подразделения
Фуронгский отдел подразделяется на следующие ярусы:
| Отдел / Эпоха  | Ярус / Век | Возраст ниж. границы, млн лет назад |
| -------------- | ---------- | ----------------------------------- |
| Нижний ордовик |            |                                     |
| Флоский        | 477,7      |                                     |
| Тремадокский   | 485,4      |                                     |
| Фуронгский     |            |                                     |
| Ярус 10        | 489,5      |                                     |
| Цзяншаньский   | 494        |                                     |
| Паибский       | 497        |                                     |
| Мяолинский     |            |                                     |
| Гужангский     | 500,5      |                                     |
| Друмский       | 504,5      |                                     |
| Вулиунский     | 509        |                                     |

## Биостратиграфия
Нижние границы двух из трёх ярусов фуронгского отдела определяются по уровню первого появления (FAD) трилобитов. Основанию паибского яруса соответствует FAD Glyptagnostus reticulatus, цзяншаньского — FAD Agnostotes orientalis. Всё ещё неназванный ярус 10 может быть определён по первому появлению Lotagnostus americanus или конодонта Eoconodontus notchpeakensis.
Фуронгский отдел подразделяется на трилобитовые зоны:
| Отдел      | Ярус         | Трилобитовая зона                                                                                               | Трилобитовый глобальный стратотип (GSSP)            |
| ---------- | ------------ | --- | --------------------------------------------------- |
| Фуронгский | Ярус 10      | Зона Saukia (верхняя часть), зона Eurekia apopsis, зона Tangshanaspis, зона Parakoldinioidia, зона Symphysurina | Lotagnostus americanus (нет окончательного решения) |
| Фуронгский | Цзяншаньский | Зона Ellipsocephaloides, зона Saukia (нижняя часть)                                                             | Agnostotes orientalis                               |
| Фуронгский | Паибский     | ? (?) | Glyptagnostus reticulatus                           |
| Фуронгский | Паибский     | Зона Aphelaspis                                                                                                 | Glyptagnostus reticulatus                           |

## Основные события фуронгской эпохи
В начале фуронгской эпохи завершилось гужангско-паибское вымирание. Видовое разнообразие, сократившееся на 45 %, вернулось к прежнему уровню в самом начале цзяншаньского века. Последовавшее за этим цзяншаньское вымирание сократило видовое разнообразие на 55,2 %, а за ним последовал временной промежуток относительно небольших колебаний видового разнообразия, который закончился вскоре после начала ордовика.
Ступенчатый положительный сдвиг изотопов углерода (англ. SPICE, Steptoean Positive Carbon Isotope Excursion) происходил в непосредственной близости во времени от мяолинско-фуронгского рубежа (и, соответственно, гужангско-паибского рубежа). Это событие зафиксировано почти на всех кембрийских палеоконтинентах, но его точные причины до конца не изучены. Предполагается, что это событие может быть связано с Саукской мегапоследовательностью, которая, в свою очередь, связана с изменениями уровня моря; снижением содержания кислорода или возникновением эвксинических условий в океанских водах; или биомерными трилобитовыми изменениями.
От фуронгской эпохи до раннего ордовика, около 495—470 млн лет назад, активность мантийных плюмов, известная как магматическое событие Олло-де-Сапо, происходила на северо-западной территории Гондваны, которая сейчас является Иберийским полуостровом.

## Органический мир
Исследователи отмечали, что имеющие значение макроскопические мягкотелые животные, обитавшие между кембрийским взрывом и великой ордовикской биодиверсификацией, не были обнаружены. В 2019 году Харпер и коллеги назвали этот временной интервал фуронгским разрывом биоразнообразия (англ. Furongian Biodiversity Gap). Предполагалось, что разрыв был вызван недостатком горных пород, экологическими событиями или особенностями палеогеографии и экстремальным климатом позднего кембрия. Впрочем, обзор литературы и локаций с кембрийскими отложениями показал, что разрыв вызван неполным присутствием фуронгских отложений в хорошо изученных районах, а также недостаточным вниманием к окаменелостям этого промежутка. Последовавшие открытия фуронгских отложений в Южном Китае позволили лучше понять биостратиграфию и колебания видового разнообразия этой эпохи.
8502 экземпляра трилобито-агностоидной фауны собраны в фуронгской толще сланцев Алум на острове Борнхольм, Дания. Описанные роды включают Ctenopyge, Eurycare, Leptoplastus, Olenus, Parabolina, Peltura, Protopeltura, Sphaerophthalmus, Lotagnostus и Triangulopyge. Бентосные граптолиты, включая роды Rhabdopleura, Dendrograptus, Callograptus и Siberiograptus, найдены в фуронгских отложениях Южного Китая.